# (241) Germania
(241) Germania – planetoida z pasa głównego asteroid okrążająca Słońce w ciągu 5 lat i 121 dni w średniej odległości 3,05 j.a. Została odkryta 12 września 1884 roku w obserwatorium w Düsseldorfie przez Roberta Luthra. Nazwa planetoidy pochodzi od łacińskiej nazwy Niemiec.